# Inca (De Baleariske Øer)
Inca er en by og kommune i det østlige Spanien på øen Mallorca i provinsen De Baleariske Øer. Den har et indbyggertal på 35.654 (2024) indbyggere.